# Gastronomía de Malta
La gastronomía maltesa es una cocina isleña por lo que se usan mayoritariamente productos locales. Sin embargo, en todo momento, el comercio o las importaciones han diversificado los componentes. Es una de las gastronomías mediterráneas. 
La cocina de Malta refleja su historia, pues muestra fuertes influencias de las gastronomías italiana y británica, así como de la española, francesa, magrebí, provenzal y otras dietas mediterráneas. Tener que importar la mayoría de sus alimentos, posicionarse a lo largo de importantes rutas comerciales y tener que atender a las potencias extranjeras residentes que gobernaban las islas, abrió la cocina maltesa a las influencias externas. El conejo estofado maltés tradicional (stuffat tal-fenek) a menudo se identifica como el plato nacional.

## Historia

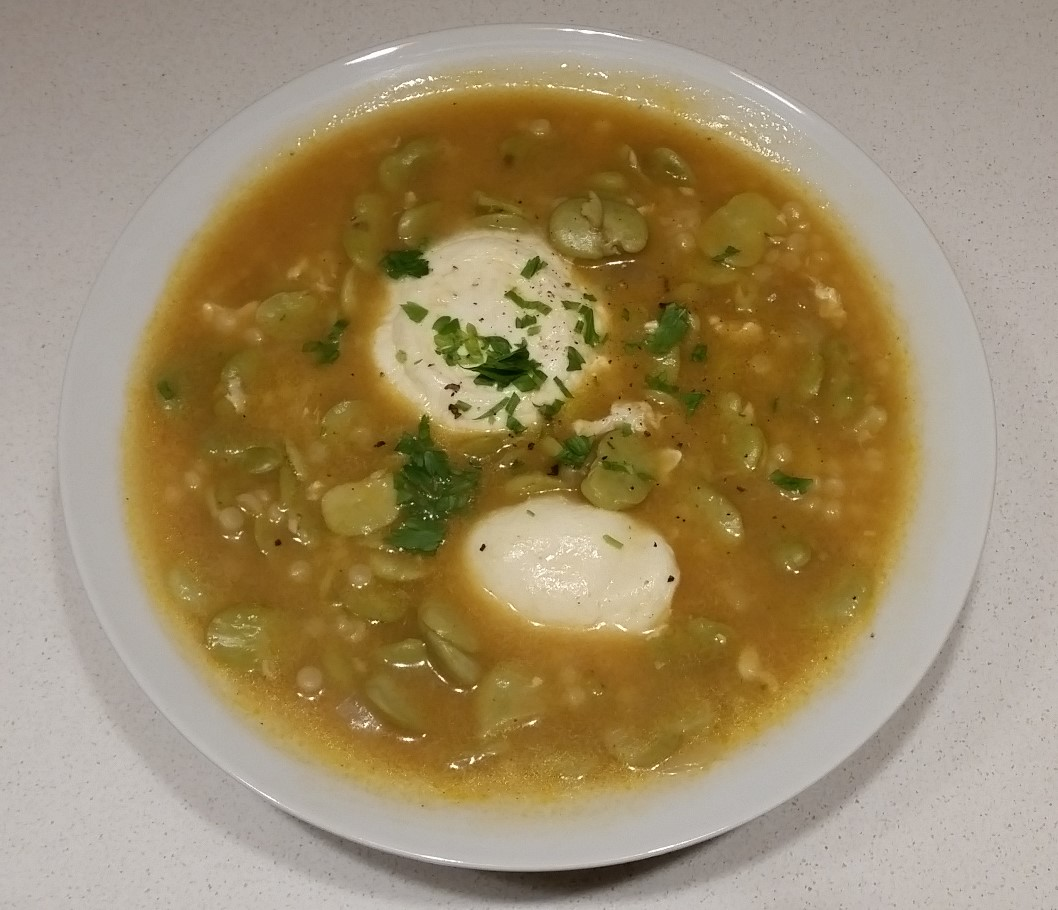
Típico kusksu maltés con habas.

La historia y la geografía de Malta tuvieron una influencia importante en su gastronomía. Tener que importar la mayoría de sus alimentos, posicionarse a lo largo de importantes rutas comerciales y tener que atender a las potencias extranjeras residentes que gobernaban las islas, abrió la cocina maltesa a las influencias externas desde el principio. Los platos y sabores extranjeros fueron absorbidos, transformados y adaptados. Los alimentos italianos (específicamente sicilianos), árabes y del Medio Oriente ejercieron una fuerte influencia, pero la presencia en Malta de la Orden de San Juan de Jerusalén y el Imperio Británico trajeron elementos de otros lugares.
Los Caballeros provenían de muchos países europeos, particularmente Francia, Italia y España. Trajeron influencias de estos países. Aljotta, por ejemplo, un caldo de pescado con mucho ajo, hierbas y tomates, es la adaptación maltesa de la bullabesa. Los contactos y la riqueza de los Caballeros también trajeron comida del Nuevo Mundo; Se ha sugerido que Malta pudo haber sido uno de los primeros países de Europa (después de España) donde se probó el chocolate por primera vez.
La presencia militar británica significó un mercado de una guarnición y sus familias y, más tarde, el turismo de masas desde el Reino Unido. Los productos alimenticios británicos, los condimentos y las salsas como la mostaza inglesa, el bovril, la salsa HP y la salsa Worcestershire siguen siendo una presencia sutil pero generalizada en la gastronomía maltesa. Otras importaciones fueron solo nominales. Si bien es probable que la palabra maltesa aioli sea préstamo del alioli español, la versión maltesa de la salsa no incluye huevo; en su lugar se basa en hierbas, aceitunas, anchoas y aceite de oliva. Del mismo modo, mientras que la palabra maltesa taġen está relacionada con tajine (tajín), en maltés la palabra se refiere exclusivamente a un tipo de sartén metálica.

## Gastronomía e identidad

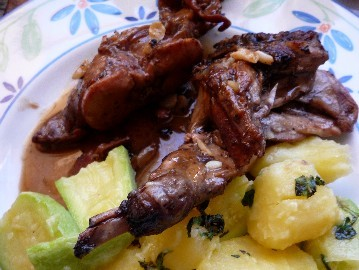
Conejo frito al vino y ajo.

Hay una serie de coyunturas en las que el desarrollo de la gastronomía maltesa se relaciona con cuestiones de identidad. El ejemplo más significativo es el tradicional maltés stuffat tal-fenek (estofado de conejo), a menudo identificado como el plato nacional de Malta, que posiblemente comenzó como una forma de resistencia simbólica a las restricciones de caza impuestas por laorden de San Juan de Jerusalén. El plato se hizo popular tras el levantamiento de las restricciones a fines del siglo XVIII (y para entonces, la raza indígena se había multiplicado y los precios cayeron) y la domesticación de los conejos, una técnica que podría haberse importado de Francia gracias a los caballeros de la Orden franceses.
La popularidad de la carne de cerdo y su presencia en varios platos podría atribuirse a que Malta está al borde del mundo cristiano. El consumo de un alimento tabú en la cultura culinaria musulmana podría haber sido una forma de autoidentificación al distinguirse uno del otro. Además de los platos de carne de cerdo (como cortes de carne de cerdo a la parrilla o flancos rellenos) y el predominio exclusivo de carne de cerdo en salchichas nativas maltesas, se ha agregado algo de carne de cerdo a platos como el kawlata, una sopa de verduras, o ross il-forn, arroz al horno, práctica común en la cocina vernácula maltesa durante siglos.
Existen varios panes tradicionales en Malta, el pan maltés se ha identificado como el pan nacional, aunque también tiene mucha relevancia la ftira, que además figura en el Patrimonio cultural inmaterial de la UNESCO.
Para el evento Café Europa que tuvo lugar durante la Presidencia de Austria del Consejo de la UE (2006) el «representante» de la pastelería maltesa fue el maqrut.

## Variantes

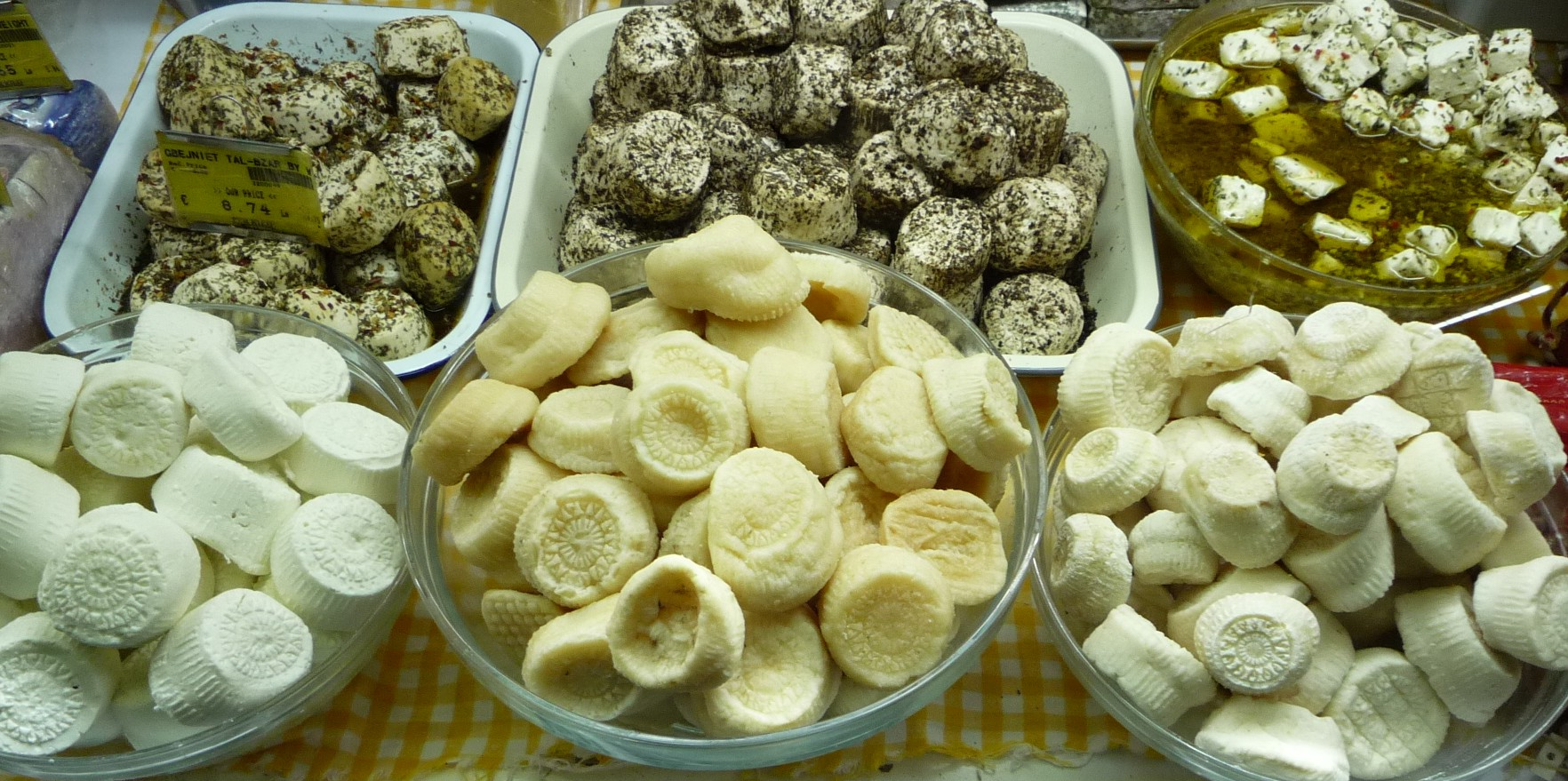
Surtido de ġbejniet

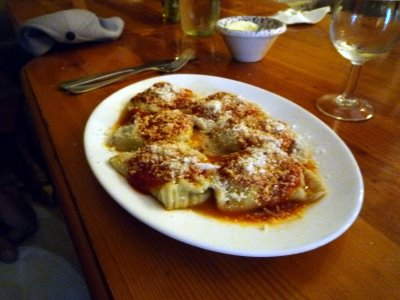
Gozitan ravjul

### Regional
A pesar del pequeño tamaño de Malta, hay algunas variantes regionales, especialmente en la isla secundaria de Gozo. Esto se evidencia en algunos nombres como el queso gozitano (ġbejna t'Għawdex) y ftira Għawdxija, pan plano cubierto o relleno de patatas o ġbejniet con huevos, queso rallado, tomates, anchoas, aceitunas, ricota y/o salchicha maltesa.
El queso gozitano también se usa como relleno para ravioles en lugar del habitual requesón.

### De temporada

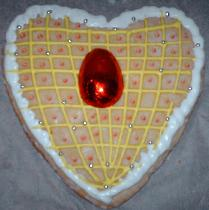
Figolla, un dulce tradicional de Pascua.

Muchos postres y dulces se elaboran en temporadas específicas, como prinjolata, kwareżimal, karamelli tal-ħarrub, ftira tar-Randan, figolla y qagħaq tal-għasel son ejemplos de dulces asociados con una estación en particular.
Debido a que el ayuno católico durante la Cuaresma involucraba principalmente carnes y productos lácteos, el pescado como la lampuga (lampuki) fue un plato popular durante este período, al igual que los caracoles guisados (bebbux), alcachofas rellenas (qaqoċċ mimli) y buñuelos (sfineġ) de ġbejna, verduras o pescado (en particular, morrallas y bacalao en salazón).
Durante la Semana Santa, los panaderos también hornean un gran bagel típicamente tachonado con algunas almendras en la parte superior llamado qagħqa tal-appostli (literalmente, «panecillo de los apóstoles»). Por lo general, coincidiendo con la primavera, también hay variaciones estacionales en ciertos platos en el momento de la Cuaresma, como, por ejemplo, la adición de habas frescas a platos como el kusksu (una sopa con pasta).
Durante el mes de noviembre se preparan għadam tal-mejtin (lit. «huesos de los muertos», en italiano: ossa dei morti). Estas son una capa de mazapán intercalada entre pasteles dulces y cubierta con glaseado blanco (glaseado normal, no de crema de mantequilla).
Qaghaq tal-Ghasel («anillos de miel») son un dulce tradicional maltés. Consisten en un pastel con una especie de relleno en el interior, hecho en forma de anillo, con hendiduras a lo largo del anillo para que el relleno se oscurezca. El relleno es tradicionalmente una mezcla de miel, melaza, anís, canela y clavo de olor, sin embargo, algunas personas agregan cacao en polvo para obtener un toque de chocolate. Aunque tradicionalmente se hacía para Navidad, se hizo tan popular que la gente comenzó a hacerlo durante todo el año, y hoy en día muchos desconoce su origen navideño. La forma del pastel también tiene un significado; el hecho de que sea un anillo significa «felicidad eterna» y debido a que el relleno rezuma, la frase continúa como «rebosante de bondad».
Tras la misa de la medianoche (25 de diciembre) y también para Nochevieja es típico preparar una espesa bebida de cacao, castañas y especias llamada imbuljuta tal-Qastan.